# Porricondylinae
Sous-famille
Les Porricondylinae sont une sous-famille d'insectes diptères nématocères de la famille des Cecidomyiidae. Ils se répartissent dans le monde entier, avec plusieurs centaines d'espèces nommées en Europe. Ces espèces sont très rares, et des études ont été faites en Suède, dans des forêts, afin d'en apprendre plus sur eux.

## Liste des tribus et genres
Selon BioLib (14 juillet 2019) :
- tribu Asynaptini
  - genre Asycola Spungis, 1991
  - genre Asynapta Loew, 1850
  - genre Camptomyia Kieffer, 1894
  - genre Colomyia Kieffer, 1891
  - genre Epicola Spungis, 1991
  - genre Eudokimyia Fedotova & Sidorenko, 2005
  - genre Feltomyina Alexander, 1937
  - genre Larimyia Fedotova & Sidorenko, 2007
  - genre Lobopedosis Fedotova & Sidorenko, 2005
  - genre Parasynapta Panelius, 1965
  - genre Pseudocamptomyia Parnell, 1971
  - genre Stackelbergiella Marikovskij, 1958
  - genre Tenepidosis Fedotova & Sidorenko, 2005
- tribu Bryocryptini
  - genre Bryocrypta Kieffer, 1896
  - genre Locusepidosis Fedotova & Sidorenko, 2007
- tribu Diallactini
  - genre Cretohaplusia Arillo & Nel, 2000 †
  - genre Diallactia Gagné, 2004
  - genre Ferovisenda Mamaev, 1972
  - genre Gynapteromyia Mamaev, 1965
  - genre Haplusia Karsch, 1877
  - genre Thaumacecidomyia Yang, 1998
  - genre Wyattella Mamaev, 1966
- tribu Dicerurini
  - genre Adsumyia Fedotova & Perkovsky, 2008 †
  - genre Bulbepidosis Mamaev, 1990
  - genre Crustepidosis Fedotova & Sidorenko, 2008
  - genre Dicerura Kieffer, 1898
  - genre Hilversidia Mamaev, 1966
  - genre Nebulepidosis Fedotova & Sidorenko, 2008
  - genre Neotetraneuromyia Spungis, 1987
  - genre Neurepidosis Spungis, 1987
  - genre Paratetraneuromyia Spungis, 1987
  - genre Pterepidosis Mamaev, 1990
  - genre Salpistepidosis Fedotova & Sidorenko, 2007
  - genre Tetraneuromyia Mamaev, 1964
  - genre Ubinomyia Mamaev, 1990
  - genre Velafacera Fedotova & Perkovsky, 2008 †
- tribu Dirhizini
  - genre Dirhiza Loew, 1850
- tribu Heteropezini
  - genre Brittenia Edwards, 1941
  - genre Cretomiastor Gagné, 1977 †
  - genre Electroxylomyia Nel & Prokop, 2006 †
  - genre Frirenia Kieffer, 1894
  - genre Henria Wyatt, 1959
  - genre Heteropeza Winnertz, 1846
  - genre Heteropezina Pritchard, 1960
  - genre Heteropezula Wyatt, 1967
  - genre Leptosyna Kieffer, 1894
  - genre Miastor Meinert, 1864
  - genre Monodicrana Loew, 1850 †
  - genre Neostenoptera Meunier, 1902 †
  - genre Nikandria Mamaev, 1964
  - genre Tutkowskia Fedotova & Perkovsky, 2008 †
  - genre Ventosagloria Fedotova & Perkovsky, 2008 †
- tribu Holoneurini
  - genre Cassidoides Mamaev, 1960
  - genre Coccopsilis Harris, 2004
  - genre Cognitepidosis Fedotova & Sidorenko, 2005
  - genre Cryptoneurus Mamaev, 1964
  - genre Dallaiella Mamaev, 1997
  - genre Gratomyia Fedotova & Perkovsky, 2008 †
  - genre Holoneurus Kieffer, 1895
  - genre Melicepidosis Fedotova & Sidorenko, 2007
  - genre Putepidosis Fedotova & Sidorenko, 2007
  - genre Pyxicoccopsis Fedotova & Sidorenko, 2007
  - genre Schistoneurus Mamaev, 1964
  - genre Volnococcopsis Fedotova & Perkovsky, 2008 †
- tribu Porricondylini
  - genre Alocolpodia Fedotova & Sidorenko, 2007
  - genre Ancorepidosis Fedotova & Sidorenko, 2008
  - genre Anisepidosis Fedotova & Sidorenko, 2005
  - genre Arctepidosis Mamaev, 1990
  - genre Armatepidosis Fedotova & Sidorenko, 2007
  - genre Basicondyla Parnell, 1971
  - genre Cedrocrypta Kieffer, 1919
  - genre Claspettomyia Grover, 1964
  - genre Colpodia Winnertz, 1853
  - genre Dendrepidosis Mamaev, 1990
  - genre Dentepidosis Mamaev, 1990
  - genre Desertepidosis Mamaev & Soyunov, 1989
  - genre Divellepidosis Fedotova & Sidorenko, 2007
  - genre Dolerepidosis Fedotova & Sidorenko, 2005
  - genre Furcepidosis Mamaev, 1990
  - genre Glomepidosis Fedotova & Sidorenko, 2008
  - genre Incrementistyla Fedotova & Sidorenko, 2007
  - genre Isocolpodia Parnell, 1971
  - genre Lamellepidosis Mamaev, 1990
  - genre Ledomepidosis Fedotova & Sidorenko, 2007
  - genre Monepidosis Mamaev, 1966
  - genre Monocolpodia Mamaev, 1990
  - genre Neocolpodia Mamaev, 1964
  - genre Obryzepidosis Fedotova & Sidorenko, 2007
  - genre Paracolpodia Parnell, 1971
  - genre Parepidosis Kieffer, 1913
  - genre Porricondyla Rondani, 1840
  - genre Prosepidosis Kieffer, 1913
  - genre Pseudepidosis Mamaev, 1966
  - genre Recessepidosis Fedotova & Sidorenko, 2008
  - genre Sclerepidosis Mamaev, 1990
  - genre Sensepidosis Mamaev, 1990
  - genre Seychellepidosis Spungis, 2007
  - genre Stomatocolpodia Mamaev, 1990
  - genre Trichepidosis Mamaev, 1990
  - genre Ustinepidosis Fedotova & Sidorenko, 2005
  - genre Yukawaepidosis Fedotova & Sidorenko, 2007
  - genre Zaitzeviola Fedotova & Sidorenko, 2007
  - genre Zephyrepidosis Fedotova & Sidorenko, 2008
- tribu Solntseviini
  - genre Grisepidosis Mamaev, 1968
  - genre Solntsevia Mamaev, 1965
  - genre Tersepidosis Fedotova & Sidorenko, 2007
  - genre Vulnepidosis Fedotova & Sidorenko, 2007
- tribu Winnertziini
  - genre Clinorhytis Kieffer, 1896
  - genre Cretowinnertzia Gagné, 1977 †
  - genre Cryptoxylomyia Mamaev, 1996
  - genre Eraepidosis Fedotova & Sidorenko, 2007
  - genre Fertepidosis Fedotova & Sidorenko, 2007
  - genre Kronomyia Felt, 1911
  - genre Lobowinnertzia Mamaev, 1963
  - genre Parwinnertzia Felt, 1920
  - genre Rhipidoxylomyia Mamaev, 1964
  - genre Shevchenkia Fedotova & Sidorenko, 2005
  - genre Synepidosis Mamaev, 1964
  - genre Vasiliola Fedotova, 2004
  - genre Winnertzia Rondani, 1860
  - genre Clinophaena Kieffer, 1913
  - genre Harpomyia Felt, 1916
  - genre Jamalepidosis Mamaev, 1990
  - genre Meunieria Kieffer, 1904 †
  - genre Misocosmus Kieffer, 1913
  - genre Palaeospaniocera Meunier, 1901 †
  - genre Pallidepidosis Mamaev & Zaitzev, 1996
  - genre Rabindrodiplosis Grover, 1964
  - genre Spungisomyia Mamaev & Zaitzev, 1996
  - genre Sylvenomyia Mamaev & Zaitzev, 1998
  - genre Zatsepinomyia Mamaev & Zaitzev, 1997